# Gruppo d'acquisto
Il gruppo d'acquisto è un insieme di consumatori che compera un determinato tipo di merce (solitamente alimenti, ma non solo) direttamente dal produttore senza passare per vie intermedie, come negozi o grossisti che fanno lievitare il prezzo finale del prodotto.
Solitamente, durante la prima riunione di un nuovo gruppo d'acquisto, ogni partecipante porta alcuni prodotti da far provare agli altri acquirenti, e se la merce di un determinato proponente è di gradimento generale, questa persona diventa la responsabile per quel particolare tipo di merce, occupandosi degli ordini e della raccolta dei soldi.
In questo modo si ottengono prodotti genuini a prezzi contenuti in quanto dal produttore la merce arriva direttamente al consumatore e si favoriscono le attività dei piccoli agricoltori e allevatori, che spesso attuano coltivazioni biologiche, destinati in caso contrario a soccombere alle grandi aziende. Un particolare gruppo d'acquisto è il gruppo di acquisto solidale in cui gli elementi di responsabilità ed etica degli acquisti sono prevalenti rispetto al risparmio economico.

## La grande distribuzione organizzata
Com'è noto la GDO si suddivide in Distribuzione Organizzata (DO) e in Grande Distribuzione (GD).
In tale logica il gruppo d'acquisto è parte della Distribuzione Organizzata (DO) e, insieme alle unioni volontarie di dettaglianti e grossisti, delinea il panorama italiano della Distribuzione Organizzata (DO).
In tale logica per gruppo d'acquisto si intende quell'unione di Distributori Associati di medio-piccole dimensioni che, collaborando in gruppo, vanta agevolazioni economiche in termini di approvvigionamento, derivanti dal maggior potere contrattuale nei confronti dei fornitori e, molto spesso, saltando l'anello del grossista, giunge a proporre merci a prezzi maggiormente concorrenziali. A questo si aggiungono i vantaggi conseguibili dallo sfruttamento del marchio e dall'ottenimento di supporto in termini di know-how e coordinamento strategico. In Italia i gruppi più importanti sono Conad, Gruppo VéGé, Crai, Despar. Il Gruppo VéGé, peraltro, si scompone anche con diverse insegne a seconda del luogo di smercio assumendo, per esempio, l'insegna DiMeglio per il nord Italia e per il centro Italia e l'insegna Nonna Isa per il sud Italia e per le isole: questo, fra le altre cose, favorisce lo smercio più capillare di prodotti di carattere locale; in altri casi, invece, i vari punti di vendita mantengono l'insegna del solo gruppo d'acquisto VéGé.
Solitamente i singoli esercenti restano giuridicamente indipendenti. Ciò a differenza dei vari punti vendita facenti capo alla GD ove, invece, un'azienda madre controlla i singoli punti di smercio dislocati sul territorio.